# Deutsch André
Deutsch André (külföldön: André Deutsch; Budapest, 1917. november 15. – London, 2000. április 11.) magyar származású brit könyvkiadó.

## Élete
Budapesten született egy fogorvos fiaként. Budapesten a Pázmány Péter Tudományegyetem, majd Bécsben, Zürichben, végül Londonban a School of Economics-on folytatott egyetemi tanulmányokat. Származása miatt kellett az Anschluss idején elmenekülnie Ausztriából, így telepedett le 1939-ben Nagy-Britanniában, ahol a londoni Grosvenor House Hotelban emeletmenedzserként dolgozott.
Amikor Magyarország 1941-ben belépett a második világháborúba, néhány hétre mint „ellenséges idegent” internálták a Man-szigetre. A könyvkiadás fortélyainak alapjait Francis Aldortól (Aldor Publications, London) tanulta el, akivel együtt volt internálva, és aki később alkalmazta is vállalatánál. Néhány hónappal később, 1942-ben Deutsch otthagyta Aldor cégét, és a Nicholson and Watson kiadónál helyezkedett el.
A háború után Deutsch megalapította első kiadóvállalatát, az Allan Wingate-et, de néhány év után az egyik igazgató, Anthony Gibb kiszorította a cégből.
Emiatt alapította meg 1952-ben immár saját nevén a André Deutsch Limited kiadót. Diana Athill írónőt alkalmazta szerkesztőként, aki a vállalat alapító igazgatója volt, és 2000-ben megjelent Stet: a memoir (’Stet – emlékirat’) című visszaemlékezésében Deutschot „London egyik legnehezebb emberének” nevezte.
A kicsi, de befolyásos vállalata az 1990-es évekig működött, és olyan írók műveit jelentette meg mint Jack Kerouac, Wole Soyinka, Earl Lovelace, Norman Mailer, George Mikes, Vidiadhar Surajprasad Naipaul, Ogden Nash, Andrew Robinson, Philip Roth, Art Spiegelman, John Updike, Margaret Atwood, Charles Gidley Wheeler, Helene Hanff, Peter Benchley, Leon Uris, Molly Keane, Michael Rosen, Quentin Blake, John Cunliffe és Ludwig Bemelmans. Több magyar szerző művét is kiadta. Ezeken kívül számos könyvsorozatot is indítottak (The Language Library, Grafton Books, ...).
Londonban hunyt el 2000. április 11-én, 82 éves korában.

## Kitüntetések
- 1989-ben a Királynő Születésnapja alkalmával A Brit Birodalom rendje (Order of the British Empire) parancsnoki kitüntetésben részesült.[4]

## Érdekességek
John le Carré író róla mintázta Toby Esterhase visszatérő karakterét külső megjelenése és egyedi beszédstílusa alapján:
„Amikor David (Le Carré egyik keresztneve) elkezdte írni a Suszter, szabó, baka, kém című regényét, Toby Esterhase karakterének megalkotásánál Deutsch-ra támaszkodott, aki az angolt a maga sajátosan eredeti módján beszélte.”
Adam Sisman: John Le Carré: the Biography (’John Le Carré élete’)